# Tobias Fleckstein
Tobias Fleckstein (* 24. April 1999 in Herne) ist ein deutscher Fußballspieler.

## Karriere
Nach seinen Anfängen in der Jugend von Teutonia Riemke wechselte er im Sommer 2007 in die Jugendabteilung des FC Schalke 04. Nach insgesamt 20 Spielen in der B-Junioren-Bundesliga und 41 Spielen in der A-Junioren-Bundesliga, bei denen ihm insgesamt vier Tore gelangen, wechselte er im Sommer 2018 zu Holstein Kiel. Dort spielte er allerdings nur für die 2. Mannschaft und kam in zwei Spielzeiten in der Regionalliga Nord auf 45 Spiele, bei denen ihm zwei Tore gelangen. 
Im August 2020 erfolgte sein Wechsel in die 3. Liga zum MSV Duisburg. Dort kam er auch zu seinem ersten Einsatz im Profibereich, als er am 26. September 2020, dem 2. Spieltag, beim 1:1-Heimunentschieden gegen den FSV Zwickau in der Startformation stand.

## Erfolge
- Meister der Regionalliga West 2025 und Aufstieg in die 3. Liga (mit dem MSV Duisburg)